# Internationellt hjälpspråk
Internationellt hjälpspråk (se även internationellt planspråk) är ett konstgjort språk som är tänkt att användas för internationell kommunikation. Syftet med ett hjälpspråk är inte att ersätta någons modersmål eller inte ens bli ens modersmål.
Bland andra Världsmedborgarrörelsen och Bahá'í-religionen menar att införandet av ett internationellt hjälpspråk kan förena mänskligheten och därmed främja världsfreden och förbättra förståelsen och samarbetet mellan människor från olika länder och bakgrunder.
Under historiens gång har de länder som segrade i krig, eller dominerande stormakters språk introducerats och ofta påtvingats, i kolonier, territorier och mandatområden. 
Försök med ett universellt språk har gjorts de senaste hundra åren, men hittills har man inte lyckats helt. Några exempel på moderna hjälpspråk är:
- Esperanto
- Interlingua
- Ido
- Volapük
- Bliss
- Interslaviska
- Lojban
- Occidental